# 金淘镇
金淘镇是中国福建省泉州市南安市下辖的一个镇。

## 行政区划
金淘镇共辖22个村委会，分别是：
金淘村、玉园村、毓南村、亭川村、晨光村、朵桥村、钱山村、艺林村、时潮村、南丰村、中心村、文山村、盖溪村、东溪村、东门村、莲坑村、杏山村、石林村、水阁村、深辉村、深垵村、占石村。